# Уоллес, Джон (баскетболист)
Джон Гилберт Уоллес (англ. John Gilbert Wallace; родился 9 февраля 1974, Рочестер, Нью-Йорк, США) — американский баскетболист.

## Ранние годы
Джон Уоллес родился в городе Рочестер (штат Нью-Йорк), учился в Рочестерской школе Грис-Атена, в которой играл за местную баскетбольную команду. В 1992 году он принимал участие в игре McDonald's All-American, в которой принимают участие лучшие выпускники школ США и Канады.

## Студенческая карьера
В 1996 году Уоллес закончил Сиракьюсский университет, где в течение четырёх лет играл за команду «Сиракьюс Орандж», в которой провёл успешную карьеру, набрав в итоге 2119 очков, 1065 подборов, 255 передач, 145 перехватов и 209 блок-шотов. При Уоллесе «Орандж» ни разу не выигрывали ни регулярный чемпионат конференции Big East, ни турнир конференции Big East, однако три года подряд выходили в плей-офф студенческого чемпионата США (1994—1996). В сезоне 1995/1996 годов «Апельсиновые» вышли в финал четырёх NCAA, где в полуфинале обыграли «Миссисипи Стэйт Бульдогс» (77—69), а в финале проиграли «Кентукки Уайлдкэтс» (67—76).

## Карьера в НБА
Играл на позиции лёгкого форварда. В 1996 году был выбран на драфте НБА под 18-м номером командой «Нью-Йорк Никс». Позже выступал за команды «Торонто Рэпторс», «Детройт Пистонс», «Финикс Санз», «Паниониос», «Майами Хит» и «Снайдеро Удине». Всего в НБА провёл 7 сезонов. В 1996 году включался во 2-ю всеамериканскую сборную NCAA. Всего за карьеру в НБА сыграл 381 игру, в которых набрал 2091 очко (в среднем 7,6 за игру), сделал 1061 подбор, 281 передача, 134 перехвата и 216 блок-шотов.
Свои лучшие годы в качестве игрока НБА Уоллес провёл в «Торонто Рэпторс», в рядах которых он выступал на протяжении двух сезонов (1997—1999). Самым лучшим в его карьере был сезон 1997/1998 годов, в котором он сыграл в 82 играх, набирая в среднем за матч 14,0 очка и делая 4,5 подбора, 1,3 передачи, 0,8 перехвата и 1,2 блок-шота.

## Личная жизнь
Джон Уоллес является представителем исполнительной комиссии фонда «Heavenly Productions», благотворительной организации, базирующейся в городе Армонк (штат Нью-Йорк), миссия которой заключается в помощи нуждающимся и бедствующим детям.

## Статистика

### Статистика в НБА
| Сезон                                                                                    | Команда  | Регулярный сезон | Регулярный сезон | Регулярный сезон | Регулярный сезон | Регулярный сезон | Регулярный сезон | Регулярный сезон | Регулярный сезон | Регулярный сезон | Регулярный сезон | Регулярный сезон | Серия плей-офф | Серия плей-офф | Серия плей-офф | Серия плей-офф | Серия плей-офф | Серия плей-офф | Серия плей-офф | Серия плей-офф | Серия плей-офф | Серия плей-офф | Серия плей-офф |
| Сезон                                                                                    | Команда  | GP               | GS               | MPG              | FG%              | 3P%              | FT%              | RPG              | APG              | SPG              | BPG              | PPG              | GP             | GS             | MPG            | FG%            | 3P%            | FT%            | RPG            | APG            | SPG            | BPG            | PPG            |
| ---------------------------------------------------------------------------------------- | -------- | ---------------- | ---------------- | ---------------- | ---------------- | ---------------- | ---------------- | ---------------- | ---------------- | ---------------- | ---------------- | ---------------- | -------------- | -------------- | -------------- | -------------- | -------------- | -------------- | -------------- | -------------- | -------------- | -------------- | -------------- |
| 1996/97                                                                                  | Нью-Йорк | 68               | 6                | 11,6             | 51,7             | 50,0             | 71,8             | 2,3              | 0,5              | 0,3              | 0,4              | 4,8              | 4              | 1              | 10,0           | 26,7           | 0,0            | 100,0          | 1,8            | 1,3            | 0,3            | 0,5            | 2,5            |
| 1997/98                                                                                  | Торонто  | 82               | 36               | 28,8             | 47,8             | 50,0             | 71,7             | 4,5              | 1,3              | 0,8              | 1,2              | 14,0             | Не участвовал  | Не участвовал  | Не участвовал  | Не участвовал  | Не участвовал  | Не участвовал  | Не участвовал  | Не участвовал  | Не участвовал  | Не участвовал  | Не участвовал  |
| 1998/99                                                                                  | Торонто  | 48               | 3                | 16,9             | 43,2             | -                | 70,0             | 3,6              | 1,0              | 0,3              | 0,9              | 8,6              | Не участвовал  | Не участвовал  | Не участвовал  | Не участвовал  | Не участвовал  | Не участвовал  | Не участвовал  | Не участвовал  | Не участвовал  | Не участвовал  | Не участвовал  |
| 1999/00                                                                                  | Нью-Йорк | 60               | 0                | 13,3             | 46,7             | 0,0              | 80,4             | 2,3              | 0,4              | 0,2              | 0,2              | 6,5              | 1              | 0              | 4,0            | 0,0            | -              | -              | 1,0            | 0,0            | 1,0            | 0,0            | 0,0            |
| 2000/01                                                                                  | Детройт  | 40               | 0                | 13,2             | 42,4             | 13,3             | 77,8             | 2,1              | 0,6              | 0,3              | 0,4              | 5,9              | Не участвовал  | Не участвовал  | Не участвовал  | Не участвовал  | Не участвовал  | Не участвовал  | Не участвовал  | Не участвовал  | Не участвовал  | Не участвовал  | Не участвовал  |
| 2001/02                                                                                  | Финикс   | 46               | 0                | 10,7             | 43,5             | 38,5             | 87,0             | 1,8              | 0,6              | 0,2              | 0,2              | 5,0              | Не участвовал  | Не участвовал  | Не участвовал  | Не участвовал  | Не участвовал  | Не участвовал  | Не участвовал  | Не участвовал  | Не участвовал  | Не участвовал  | Не участвовал  |
| 2003/04                                                                                  | Майами   | 37               | 0                | 9,9              | 42,1             | 38,5             | 77,5             | 1,6              | 0,4              | 0,1              | 0,2              | 4,3              | Не участвовал  | Не участвовал  | Не участвовал  | Не участвовал  | Не участвовал  | Не участвовал  | Не участвовал  | Не участвовал  | Не участвовал  | Не участвовал  | Не участвовал  |
|                                                                                          | Всего    | 381              | 45               | 16,1             | 46,2             | 30,0             | 74,0             | 2,8              | 0,7              | 0,4              | 0,6              | 7,6              | 5              | 1              | 8,8            | 23,5           | 0,0            | 100,0          | 1,6            | 1,0            | 0,4            | 0,4            | 2,0            |
| Наведите курсор мыши на аббревиатуры в заголовке таблицы, чтобы прочесть их расшифровку. |          |                  |                  |                  |                  |                  |                  |                  |                  |                  |                  |                  |                |                |                |                |                |                |                |                |                |                |                |